# Governatorato di Ninive
Il governatorato di Ninive è un governatorato dell'Iraq, che prende il nome dall'antica città di Ninive (in arabo نینوى‎?, Nīnawā; in curdo نینو, Neynewa; in aramaico ܢܝܢܘܐ, Nīnwē), situata nel suo territorio.
Ha una superficie di 37.323 km² e una popolazione di 4.819.991 abitanti. Il capoluogo del governatorato è la città di Mosul.